# Воробьёв, Яков Яковлевич
Я́ков Я́ковлевич Воробьёв (19.12.1792 — 31.05.1869) — русский генерал-лейтенант, участник Отечественной войны 1812 года и Наполеоновских войн. Из древних костромских дворян Воробьёвых, восходящих к боярам времён правления великого московского князя Василия III и первого русского царя Ивана IV Грозного (одна из многочисленных ветвей), а ранее боярину Юрию.

## Военная карьера
На службу вступил юнкером в Черниговский драгунский полк 9.09.1807, прапорщиком с переводом в Оренбургский уланский полк 28.05.1811.
- поручик — 20.01.1813
- штабс-ротмистр — 13.01.1817
- ротмистр — 23.02.1820
- майор — 25.05.1827
- подполковник — 11.08.1831
- полковник — 6.12.1836
- генерал-майор — 22.05.1848
- генерал-лейтенант — 17.08.1857

С 01.09.1839 по 22.05.1848 — командир Смоленского Его Императорского Величества 3-го уланского полка, с 1848 по 1851 — 2-й бригады 7-й лёгкой кавалерийской дивизии, а с 1851 по 1856 — наказной атаман Сибирского казачьего войска.
1 декабря 1838 года в чине полковника награждён орденом св. Георгия 4-й степени (№ 5712 по кавалерскому списку Григоровича — Степанова).
9-12 сентября 1843 года после проведения линейных учений Смоленского Его Императорского Величества 3-го уланского полка в составе 2-й лёгкой кавалерийской дивизии, за которыми наблюдал специально для этого прибывший царь Николай I, все чины полка удостоились получить благодарность, а командиру полка Я. Воробьёву было объявлено Высочайшее благоволение.
Женат на дочери надворного советника Воронковой Татьяне Гавриловне, имел двух сыновей. Родовое имение у родителей в Костромской губернии — 15 душ крестьян. Благоприобретённые в Тверской губернии три имения — 144 души крестьян, в Костромской губернии одно имение — 6 душ крестьян и одно имение в Вологодской губернии (20 душ крестьян).

## Награды
Ордена:
- Орден Святой Анны 3 степени
- Орден Святого Станислава 2 степени с императорской короной
- Орден Святого Георгия 4-го класса за 25-летнюю в офицерских чинах беспорочную службу

Серебряные медали:
- в память войны 1812 г.
- за взятие Парижа
- Знак отличия беспорочной службы за 30 лет

- Высочайшее благоволение